# Ethenol
Ethenol, auch Vinylalkohol, Hydroxyethen oder Hydroxyethylen genannt, ist ein instabiler ungesättigter Alkohol (Alkenol) mit der chemischen Formel C2H4O (H2C=CHOH).

## Tautomerie

Tautomeres Gleichgewicht zwischen Ethanal (Acetaldehyd, links) und Ethenol (Vinylalkohol, rechts)

Vinylalkohol ist das einfachste Enol; es isomerisiert in freiem Zustand unter Normalbedingungen sofort zu seinem Tautomer Acetaldehyd, sofern es nicht – etwa als Eisencarbonyl- oder Platin-Komplex Pt(acac)(η2-C2H3OH)Cl – stabilisiert wird. Stabil sind auch die Ether (Vinylether) und Ester (Vinylester) von Ethenol.
Der thermoplastische Polyvinylalkohol (PVA oder PVOH), welcher von diesem Monomer abgeleitet ist, kann daher nur indirekt durch die Polymerisation von Vinylacetaten und der folgenden Hydrolyse von Polyvinylacetaten hergestellt werden.

## Interstellares Vorkommen
Zwischen Mai und Juni 2001 haben die Astronomen A. J. Apponi und Barry E. Turner mit Hilfe des 12-m-Radioteleskops der National Science Foundation im Kitt-Peak-Nationalobservatorium Ethenol in der molekularen Wolke Sagittarius B gefunden.